# ヴァンラン県
ヴァンラン県（ヴァンランけん、ベトナム語：Huyện Văn Lãng / 縣文朗?）は、ベトナム社会主義共和国ランソン省の県である。面積は563km²、人口は54,800人（2018年）である。